# Fium'Alto
Le Fium'Altu est un petit fleuve côtier français qui coule en Haute-Corse et se jette dans la mer Tyrrhénienne.

## Géographie
Il naît près de la localité de Pie-d'Orezza, et prend d'abord la direction de l'est. Il change rapidement de direction, pour se diriger d'abord vers le nord, puis vers l'est-nord-est. La plus grande partie de son bassin versant se situe sur le territoire de parc naturel régional de Corse. L'ensemble de son bassin est fortement boisé et montagneux. Après avoir parcouru 30,8 kilomètres, il se jette dans la mer Tyrrhénienne sur le territoire de Taglio-Isolaccio sur la côte orientale de l'île.
Les fleuves côtiers voisins sont au nord le Golo et au sud la Bravona.

### Communes et cantons traversés
Dans le seul département de la Haute-Corse, le Fium Alto traverse dix-neuf communes et trois anciens cantons ou deux nouveaux cantons, dans le sens amont vers aval, de Pie-d'Orezza (source), Piedipartino, Stazzona, Carcheto-Brustico, Rapaggio, Monacia-d'Orezza, Piedicroce, Piazzole, Croce, San-Damiano, Ficaja, Scata, La Porta, Piano, Casalta, San-Gavino-d'Ampugnani, Pruno, Porri, Penta-di-Casinca, Taglio-Isolaccio (embouchure).
Soit en termes de cantons, le Fium Alto prend source dans l'ancien canton d'Orezza-Alesani maintenant le canton de la Castagniccia, traverse l'ancien canton de Vescovato maintenant le canton de Casinca-Fiumalto, et a son embouchure dans l'ancien canton de Fiumalto-d'Ampugnani, maintenant le canton de Casinca-Fiumalto, le tout dans l'arrondissement de Corte.

### Bassin versant
Le Fium'altu traverse une seule zone hydrographique Le Fium'altu (Y931) de 127 km2. Ce bassin versant est constitué à 93,42 % de « forêts et milieux semi-naturels », à 5,69 % de « territoires agricoles », à 0,61 % de « territoires artificialisés ».

### Organisme gestionnaire
L'organisme gestionnaire est le Comité de bassin de Corse, depuis la loi corse du 22 janvier 2002.

## Affluents
Le Fium Alto a trente-quatre affluents référencés :
- le ruisseau Pisciancone, (rd[note 1]), 0,9 km sur la seule commune de Pie-d'Orezza.
- le ruisseau de piedipartino
- le ruisseau de Fioraccio
- le ruisseau de Colombino
- le ruisseau d'Andegno
- le ruisseau de Polveroso
- le ruisseau d'Isola,
- le ruisseau de Trovoli,
- le ruisseau d'Aja a e Calle
- le ruisseau d'Acqua Riola
- le ruisseau de Pozzo Blanco
- le ruisseau de Piano
- le ruisseau de Navacchi
- le ruisseau de Forcione
- le ruisseau de Rividaldo
- le ruisseau de miglarine,
- le ruisseau Suare Calle
- le ruisseau Cogno Lello
- le ruisseau de l'Onda,
- le ruisseau d'Acqua Merla
- le ruisseau d'Onda al Diavole
- le ruisseau de Finosa
- le ruisseau Scaffone
- le ruisseau Volta
- le ruisseau de Padule,
- le ruisseau de Piazzi,
- le ruisseau d'Aja Rossa,
- la Foata,
- le ruisseau de Campo d'Arietto,
- le ruisseau de Chiaraggio,
- le ruisseau Padulelle
- le ruisseau Mugliani,
- le ruisseau d'Aja Alle Porte
- le ruisseau de Falasco,

### Rang de Strahler
Son rang de Strahler est de cinq.

## Hydrologie

### Le Fium Alto à Taglio-Isolaccio
À la station Y9315010 de Taglio-Isolaccio, (Acitaja), pour un bassin versant de 114 km2, et depuis 53 ans, les débits observés permettant de donner un module ou débit moyen de 1,360 m3/s.